# SC 1868 Bamberg
SC 1868 Bamberg – niemiecki klub szachowy z siedzibą w Bambergu, trzykrotny mistrz kraju.

## Historia
Klub został założony 12 lutego 1868 roku w browarze restauracyjnym Wilde Rose. W 1949 roku zajął czwarte miejsce w mistrzostwach Niemiec, osiągnięcie to powtórzono w 1960 roku. W 1965 roku uzyskano wicemistrzostwo kraju, a rok później klub zdobył tytuł mistrzowski. W kwietniu 1968 roku z okazji stulecia klubu zorganizowano turniej rocznicowy, w którym wygrał Paul Keres. W 1972 roku klub zajął drugie miejsce w krajowych mistrzostwach. W kolejnym roku SC Bamberg zajął trzecie miejsce w mistrzostwach kraju. W roku 1976 klub zdobył drugi tytuł w swojej historii, pokonując o pół punktu Solinger SG 1868. W kolejnym sezonie zespół obronił mistrzostwo. W sezonie 1977/1979 uczestniczył w Pucharze Europy, pokonując wówczas w pierwszej rundzie K Antwerpse SK, a następnie przegrywając z Budapesti Spartacus SC. W 1978 roku klub zdobył tytuł wicemistrzowski. W sezonie 1983/1984 zespół zdobył puchar kraju. Po utworzeniu w 1980 roku jednogrupowej Bundesligi klub rywalizował w niej przez czternaście lat, ostatni raz w sezonie 1995/1996. W 2003 roku zespół spadł do Oberligi.
Zawodnikami klubu byli m.in. Michael Bezold, Artur Hennings, Nana Ioseliani, Radek Kalod, Hans-Günther Kestler, Petra Krupková, David Navara, Helmut Pfleger, Josef Přibyl, Lothar Schmid, Manfred Schöneberg, Wolfgang Unzicker, Mathias Womacka i Robert Zysk.